# Ayumi hamasaki ASIA TOUR 〜24th Anniversary special@PIA ARENA MM〜
『ayumi hamasaki ASIA TOUR 〜24th Anniversary special@PIA ARENA MM〜』（アユミ・ハマサキ・アジア・ツアー・トゥエンティフォー・アニヴァーサリー・スペシャル・アット・ぴあアリーナMM）は、浜崎あゆみが2022年4月6日に開催した単発ライブであり、2022年8月17日に発売されたDVD及びBlu-ray Discである。（ファンクラブ限定盤付属「COUNTDOWN LIVE 2021-2022 A」の「A」はロゴ表記。）

## 解説
映像作品としては前作『ayumi hamasaki MUSIC for LIFE 〜return〜』から1年ぶりとなる。
今作は、mu-mo・ファンクラブ「Team Ayu」限定の初回生産限定盤及び通常盤からの4形態での販売となる。初回生産限定盤のみ「24時間時計」のグッズが付属のほか、2021年12月31日に東京都・国立代々木競技場第一体育館において行われた、3年ぶりの年越しカウントダウン公演「ayumi hamasaki COUNTDOWN LIVE 2021-2022 A 〜23rd Monster〜」の模様が特典映像として収録される。
本公演は、浜崎にとってデビュー24周年を記念して4月6日行われた（実際のデビュー日は4月8日）スペシャル公演。会場となったぴあアリーナMMは、初めて訪れた。ステージ構成などは昨年度より年を跨いでいるアジアツアー「ayumi hamasaki ASIA TOUR 2021-2022 A 〜23rd Monster〜」によるもの。過去ツアーやカウントダウン公演で披露・歌唱した際の衣装をリメイクのほか、ライブでは一切歌唱することがなかった1stアルバム『A Song for ××』収録曲「from your letter」などレア曲もスペシャル公演ならばではの演出を再構築させた。公演終盤には、およそ1年ぶりの新曲『Nonfiction』を初披露。その後氣志團がサプライズとして突如出演し、代表曲「One Night Carnival」を10年ぶりに披露するなど話題となった。また公演終了後には本映像作品(DVD/Blu-ray)の発売日、前述新曲のリリース日詳細、今秋には2016年リリースのアルバム『M(A)DE IN JAPAN』以来およそ6年ぶりのフルアルバムをリリースする旨をサプライズとして発表した。

## 収録曲（DVD・Blu-ray）

### Disc 1【全形態共通】

#### ayumi hamasaki ASIA TOUR 〜24th Anniversary special@PIA ARENA MM〜
1. Prologue
2. A Song for ××
3. Microphone
4. taskinst
5. 1 LOVE
6. (don't) Leave me alone
7. Trickstar
8. WONDERLAND
9. Party queen
10. Depend on you
11. HONEY
12. HOPE or PAIN
13. GREEN
14. SCAR
15. Present
16. poker face
17. ayu-mi-x Mega-Mix 2022 (ℳ "Sweet Heart Mix" ～ Duty "Power Mind Mix" ～ crossroad "Johnny Vicious Club mix" ～ Heartplace "Dreamland Mix" (Intro) ～ YOU "Aggressive Mix" ～ SURREAL "Time A Go-Go Mix")
18. too late ～ from your letter ～ Hana
19. Free & Easy
20. ourselves
21. Nonfiction
22. One Night Carnival
23. Boys & Girls
24. Who...

### Disc 2【Team Ayu・mu-moショップ限定盤】

#### ayumi hamasaki COUNTDOWN LIVE 2021-2022 A 〜23rd Monster〜
1. Opening
2. Rule
3. Dreamed a Dream
4. Startin'
5. Fremder
6. Depend on you
7. Beautiful Fighters
8. ayu-mi-x Mega-Mix 2021 (ℳ "Sweet Heart Mix" ～ Free & Easy "Plum Mix" ～ Boys & Girls "Inskadisco mix" ～ ourselves "COLDCUT Club Mix" ～ SURREAL "Time A Go-Go Mix" ～ Trust "A Eurobeat Mix" ～ Hana "dub' trance remix" ～ Depend on you "Svenson & Gielen remix" ～ SURREAL "Time A Go-Go Mix")
9. Secret
10. Last minute
11. POWDER SNOW
12. Chilling, Warning, Dancing
13. WE WISH
14. SIGNAL
15. RAINBOW
16. 春よ、来い
17. theme of a-nation'03
18. how beautiful you are
19. LOVE ～Destiny～
20. JEWEL
21. SURREAL ～ evolution ～ AUDIENCE ～ Trauma
22. MY ALL
23. 23rd Monster

## 参加ミュージシャン
| - 浜崎あゆみ：Vocal Chorus - 山崎"Princess"陽子 - 浅野ヨンエ Choir - 高木美奈子 - 増村エミコ - 結城賢吾 - 榊原暁 Strings - 多ヶ谷樹 - 加賀谷綾太郎 - 澤田昭子 - 伊藤美和子 - 田中直子 - 田中詩織 - 向井航 - 渡邉雅弦 | 和太鼓 - BONTEN - 小林政高 - 小林桃 - 関美弥子 - 岩崎美帆 - 塚本高史 - 西田光 |